# Rwanda National Police FC
El Rwanda National Police FC és un club de futbol de Ruanda de la ciutat de Kibungo.
El club va ser fundat l'any 2000 per la Policia Nacional de Ruanda (RNP). Fou campió de segona divisió el 2003.

## Palmarès
- Copa ruandesa de futbol:[4]
  - 2014